# 白雪姫 (2025年の映画)
『白雪姫』（しらゆきひめ、原題: Disney's Snow White）は、2025年のアメリカ合衆国のミュージカル・ファンタジー映画。監督はマーク・ウェブ、脚本はエリン・クレシダ・ウィルソンが務める。ウォルト・ディズニー・ピクチャーズとマーク・プラット・プロダクションズが製作し、ウォルト・ディズニーによる『白雪姫』（1937年）を実写で再構築した作品である。なお、1937年版はグリム兄弟の1812年の童話『白雪姫』に基づいている。主演はレイチェル・ゼグラー、アンドリュー・バーナップ、ガル・ガドット。物語は、純真な心を持つ白雪姫（ゼグラー）が、7人のこびとや盗賊ジョナサン（バーナップ）と協力し、冷酷な女王（ガドット）に支配された王国を解放しようとする姿を描く。

## 概要
1937年の『白雪姫』のリメイク企画は2016年10月に発表され、ウィルソンが脚本を担当することが明かされた。ウェブは2019年5月に監督候補として交渉に入り、同年9月に正式に監督に決定した。撮影は2022年3月から7月にかけて主にロンドンで行われ、2024年6月には追加撮影とピックアップ撮影が行われた。推定製作費は2億4,000万 - 2億7,000万ドルで、ディズニー作品としては15番目に高額な製作費を持つ作品となっている。
公開前から、本作はカラーブラインド・キャスティング、ストーリーの変更、ゼグラーによるオリジナル版への批判的な発言、ゼグラーとガドットの政治的立場、こびとたちの再解釈などを巡って複数の論争を呼んだ。
2025年3月12日にはスペイン・セゴビアのアルカサルでワールドプレミアが行われ、3月21日にアメリカでウォルト・ディズニー・スタジオ・モーション・ピクチャーズにより劇場公開された。批評家からの評価は賛否が分かれている。

## ストーリー
善良な国王と王妃は、雪の降る日に生まれた娘に「白雪姫」と名付け、その誕生を祝う。数年後、王妃は病に倒れて亡くなり、国王は急いで再婚すると同時に、王国に迫る脅威に立ち向かうため遠征に出る。しかし国王は戻らず、後妻となった新しい王妃が玉座を奪い取る。彼女の正体は、自らの美しさに強く執着する魔女だった。
邪悪な女王が支配する王国では、重税によって民は貧困に苦しみ、多くの者が王国の兵士として徴用されていた。一方の白雪姫は、城で召使いとして働かされていた。女王は、白雪姫の美しさが自分を凌ぐことを恐れ、毎日「世界でいちばん美しいのは誰か」と魔法の鏡に問いかける。鏡はいつも女王を「最も美しい」と答え、女王は満足していた。
ある日、白雪姫は、盗賊団の皮肉屋のリーダー・ジョナサンが城の食料庫を荒らす場面を目撃する。捕らえられたジョナサンを見た白雪姫は、彼を助けて逃がす。その同日、魔法の鏡は「世界で最も美しいのは白雪姫」と告げる。激怒した女王は、王室の狩人に白雪姫を森へ連れて行き、殺して心臓を宝石箱に入れて持ち帰るよう命じる。しかし情け深い狩人は、白雪姫に女王の計画を伝え、森の奥へ逃がす。
恐怖と混乱のなか、白雪姫は森の動物たちに導かれ、7人のこびと達（先生、おこりんぼ、てれすけ、ねぼすけ、くしゃみ、ごきげん、おとぼけ）が暮らす山小屋にたどり着く。彼らは、ダイヤモンド鉱山で働いていた。白雪姫の境遇を聞いたこびとたちは同情し、一晩だけ泊まることを許す。女王は白雪姫が生きていることを知ると、狩人を牢に閉じ込め、兵士に白雪姫の捜索を命じる。
森の中で白雪姫とジョナサンは再会し、兵士たちと戦う。二人は互いに惹かれ合い、ジョナサンは白雪姫の父がまだ生きている可能性を信じて捜しに出るが、途中で捕らえられ、女王の城に投獄されてしまう。女王は老婆に変身し、白雪姫を「永遠の眠り」に陥れるための毒リンゴを作る。
翌日、こびとたちが鉱山へ出かけたあと、リンゴ売りの老婆になりすました女王は山小屋を訪れ、「自分はジョナサンの仲間だ」と偽ってリンゴを差し出す。白雪姫がそれを口にすると、女王は父親を殺したことを明かし、立ち去る。白雪姫は永遠の眠りに陥り、帰宅したこびとたちに発見される。
その頃、狩人の助けで牢から脱出したジョナサンが山小屋に到着し、白雪姫の亡骸に涙ながらにキスをすると、白雪姫は目を覚ます。白雪姫はこびとたちとジョナサンの仲間である盗賊たちとともに、女王を報復しに立ち上がる。
白雪姫は女王と対峙し、女王は玉座を奪い返すよう挑発し、ダイヤモンドの短剣を差し出す。しかし白雪姫は攻撃を拒み、かつての王国の姿を人々に思い出させる。その言葉に心を動かされた兵士や民衆は女王に反旗を翻す。激怒した女王は白雪姫に刺し殺そうとした途端、こびとたちと盗賊たちが彼女を守る。
白雪姫が女王の部屋に到着した途端、魔法の鏡は白雪姫の優しさと正義の心こそが「最も美しい理由」であると女王に告げる。女王は鏡を破壊したが、それが力の源であったため、自らもガラスに変化して渦の中に消え、鏡は元の姿に戻る。
その後、白雪姫は新たな女王として即位し、ジョナサンと結婚。王国を正しく治めるようになる。

## キャスト
※括弧内は日本語吹替
- 白雪姫: レイチェル・ゼグラー[7][8][9]（吉柳咲良[10]） - 本作の主人公。恐れを知らず純粋な心を持つ王女で、継母の圧政から王国を解放しようとする。
  - 幼少期の白雪姫: エミリア・フォーシェ[11]
  - 赤ん坊の白雪姫: オリヴィア・ヴェラル
- 女王: ガル・ガドット[12]（月城かなと[13]） - 本作のディズニー・ヴィランズ。白雪姫の継母で、嫉妬深く独裁的。白雪姫の故郷を現在の魔境に変えた張本人。自らが「世界で最も美しい存在」であり続けることに執着する。
- ジョナサン: アンドリュー・バーナップ（英語版）[14]（河野純喜〈JO1〉[15]） - 白雪姫の恋の相手として新たに創作されたキャラクターで、オリジナル版の王子に一部着想を得ている。女王の支配に抵抗する反逆者。
- 狩人: アンス・カビア（英語版）[16]（金光宣明） - 名前のない猟師で、邪悪な女王に仕えており、白雪姫を殺し心臓を持ち帰るよう命じられる。
- 魔法の鏡: パトリック・ペイジ[17]（諏訪部順一[13]） - 女王の問いに「誰が世界で最も美しいか」を真実のみ語る存在。
- 先生: ジェレミー・スウィフト（英語版）[18]（大塚明夫[19]） - 7人のこびとの知的なリーダー。
  - モーションキャプチャ／パペット操作: ジョナサン・ボーン[20]
- てれすけ: タイタス・バージェス（英語版）[18]（平川大輔[19]） - 恥ずかしがり屋のこびと。
  - モーションキャプチャ／パペット操作: レア・ヘイル[20]
- おとぼけ: アンドリュー・バース・フェルドマン（英語版）[18]（風間俊介[21]） - 言葉を話さず、他の音で表現する小人。後に本作のナレーターであることが明かされる。
  - モーションキャプチャ／パペット操作: ジャイ・ベトート[20]
- おこりんぼ: マーティン・クレバ（英語版）[22]（津田篤宏〈ダイアン〉[13]） - 怒りっぽい性格のこびと。
  - モーションキャプチャ／パペット操作: オマリ・バーナード[20]
- くしゃみ: ジェイソン・クラヴィッツ（英語版）[18]（日野聡[19]） - 頻繁にくしゃみをするこびと。
  - モーションキャプチャ／パペット操作: ドミニク・オーウェン[20]
- ごきげん: ジョージ・サラザール（英語版）[18]（小島よしお[19]） - 陽気で明るいこびと。
  - モーションキャプチャ／パペット操作: デヴィッド・バーチ[20]
- ねぼすけ: アンドリュー・グロテリューシェン[18]（浪川大輔[19]） - 常に眠そうなこびと。
  - モーションキャプチャ／パペット操作: サンディ・フォスター[20]
- 良き王: ハドリー・フレイザー[20]（井上和彦[19]） - 白雪姫の父親。再婚後継母に国を奪われてしまう。
- 善き王妃: ロレーナ・アンドレア（英語版）[20] - 白雪姫の母親。白雪姫が幼いころに病死。
- クイッグ: ジョージ・アップルビー（中井和哉[19]） - ジョナサンの仲間である盗賊団のメンバー
- ファルノ: コリン・マイケル・カーマイケル[23] - ジョナサンの仲間である盗賊団のメンバー
- サイズ: サミュエル・バクスター - ジョナサンの仲間である盗賊団のメンバー
- フィンチ: ジミー・ジョンストン - ジョナサンの仲間である盗賊団のメンバー
- メープル: ドゥジョナ・ギフト（英語版）[24] - ジョナサンの仲間である盗賊団のメンバー
- ビングリー: イドリス・カーグボ - ジョナサンの仲間である盗賊団のメンバー
- ノーリッチ: ジャイ・ベトート - ジョナサンの仲間である盗賊団のメンバー
- 隊長: エイドリアン・バウアー - 王国の兵士
- ポール: フェリペ・ベハラーノ - 王国の兵士
- マシュー: シメオン・オークス - 王国の兵士
- ウィリアム: ジョシュメイン・ジョセフ - 王国の兵士
- アーサー: チケ・チャン - 王国の兵士

その他にも、aYano、杉山穂乃果、祐仙勇、白石兼斗、武田太一、松岡美里、岡本幸輔、多田啓太、木暮晃石、田中進太郎、三重野帆貴、永田美海、加藤岳、三浦凛、川上ひろみ、岡野友佑、寺西はる、東條達也、江田拓寛、宮城一貴、善養寺恭平、石原慎一、風雅なおと、鈴木佐江子、大滝秀則、岡崎昌幸、永井崇多宏、竹内浩明、奥田もとい、内田ゆう、大木理紗、メロディー・チューバックが、日本語吹替版キャストとして参加している。

## 制作

### 企画・スタッフィング
2016年10月31日、『ハリウッド・リポーター』は、ウォルト・ディズニー・ピクチャーズが『白雪姫』の実写リメイクを企画しており、エリン・クレシダ・ウィルソンが脚本執筆の交渉中であると報じた。2019年5月30日には、マーク・ウェブが監督として交渉に入っていることが報じられた。2021年11月には、グレタ・ガーウィグが共同脚本を執筆していると報道された。また、グリンダ・チャーダも監督候補として有力視されていた。最終的にはエリン・クレシダ・ウィルソンだけが脚本家としてクレジットされた。

### キャスティング
2021年6月、レイチェル・ゼグラーが主演の白雪姫役に起用された。同年11月には、ガル・ガドットが女王役にキャスティングされた。12月7日、ゼグラーは『Extra』のインタビューで、本作の白雪姫はオリジナル版よりも「強い」キャラクターになると語った。また、幼少期の白雪姫を演じる若手女優のキャスティングが行われ、エミリア・フォーシェが選ばれた。
2022年1月12日、アンドリュー・バーナップが新キャラクター「ジョナサン」役として主演に加わることが発表された。彼は従来の「王子」に代わるキャラクターとして登場する。
2022年のデンバー・ファン・エキスポにて、マーティン・クレバは自らが「グランピー」役を演じることを明かした。クレバは過去にも『白雪姫』を題材とした作品でこびと役を演じており、2001年のテレビ映画『スノーホワイト/白雪姫』では「フライデー」役、2012年のファンタジー・コメディ映画『白雪姫と鏡の女王』では「ブッチャー」役を務めている。また、コリン・マイケル・カーマイケルも本作に出演する。

### 撮影
『白雪姫』の撮影は当初、2020年3月にカナダのブリティッシュコロンビア州バンクーバーおよびアメリカのカリフォルニア州ロサンゼルスで開始される予定だったが、新型コロナウイルス感染症の世界的流行の影響で2020年7月に延期された。2021年8月、本作の撮影がイギリスで行われることが発表され、2022年3月から7月まで実施される予定となった。
主要撮影は2022年3月7日に開始された。3月15日、パインウッド・スタジオの撮影セットで火災が発生。セットはまだ建設中だったが、木が燃え始め、大規模な火災へと発展したと報じられた。ディズニーの関係者は「撮影はまだ行われていなかった」とコメントしている。
撮影スケジュールはレイチェル・ゼグラーが3月27日に開催された第94回アカデミー賞に出席できるよう調整され、彼女は『ウエスト・サイド・ストーリー』の共演者をサポートするためロサンゼルスへ向かった。ゼグラーが授賞式に出席している間に、ガル・ガドットが自身のシーンの撮影を開始した。オリジナル版と異なり、本作ではガドット演じる女王が歌やダンスを披露する。
4月22日、ガドットは自身の撮影が完了したことを報告した。後に彼女は「ディズニー映画のヴィランを演じるのは初めてで楽しかった」と語り、本作がミュージカル映画であるため、声を変えることでより劇的な演技ができたとも述べた。
7月13日、ゼグラーは撮影終了を発表した。その後、2024年6月に追加撮影が行われた。

### 視覚効果
本作の視覚効果はムービング・ピクチャー・カンパニー（MPC）が担当した。

## 音楽
本作の楽曲は、2019年のディズニー映画『アラジン』のリメイク版で新曲の作詞を手がけたベンジ・パセックとジャスティン・ポールが担当し、新たに白雪姫の「I Want」ソングとして「Waiting on a Wish」が制作された。また、フランク・チャーチルとラリー・モリーによるオリジナル版の楽曲も使用される予定で、「ハイ・ホー」や「口笛吹いて働こう」などが含まれている。ゼグラーは「口笛吹いて働こう」の収録が確認されていることを明かしている。
2025年1月には、本作のスコアをジェフ・モローが作曲したことが発表された。

## マーケティング
2022年9月9日、ディズニーのD23 Expo2022において、本作の30秒間のファーストルック・ティーザー映像と初公開の画像が披露された。映像には、森の中の白雪姫の小屋、細部まで作り込まれた女王の城の内部、苔むした森など、主要な舞台が映し出された。また、女王が魔法の鏡に問いかける場面や、白雪姫が毒リンゴを落としながら倒れるシーンなどが短く挿入された。ガル・ガドットは本作での役柄について、「これまで演じたキャラクターとはまったく異なり、新鮮な挑戦だった」とコメントし、女王の内面に入り込むことが「とても楽しかった」と語った。さらに、本作のタイトルロゴも公開された。
2023年10月27日、ディズニーはレイチェル・ゼグラー演じる白雪姫と、バッシュフル、ドック、ドーピー、グランピー、ハッピー、スリーピー、スニージーの7人の小人が並んだ公式画像を公開した。ゼグラーは本作に多くのCGIが使用されていることを認め、それが「少し不安だった」と述べた。2024年のシネマコンでは、ガドット演じる女王の映像が上映された。また、CineEurope2024では、新たな映像やメイキング映像が公開された。D23 Expo 2024では、ミュージカルシーン「口笛吹いて働こう」の映像とともに、初の公式予告編が披露された。
2024年8月、YouTubeで本作のティーザー予告編が公開された。
2024年11月、D23 ブラジルで本作の最初のフル予告編が公開され、一部の劇場ではユニバーサル・ピクチャーズの映画『ウィキッド ふたりの魔女』とともに上映された。その後、12月3日にYouTubeで正式公開された。
『ガーディアン』のスチュアート・ヘリテージは、映画に登場する動物や小人の視覚効果を酷評し、「小人たちはまるでディズニーランドからこっそり持ち出した『白雪姫の願い』の像に人間の皮を貼り付けたかのようだ。それはまるで連続殺人犯が母親へのプレゼントとして包装したもののように見える」と皮肉を込めて評した。また、「まるで最初の『ソニック・ザ・ムービー』のデザインが再び削り取られたようだ」とも述べた。
『Polygon』のペトラナ・ラドゥロヴィッチは、「新しい『白雪姫』は物語をより深くしようとしているように見えるが、それは2014年のヤングアダルト（YA）ディストピア作品のように、独裁的な継母に立ち向かう物語になりそうだ。物語としては機能するかもしれないが、ビジュアル面ではまるでABCファミリーの『ワンス・アポン・ア・タイム』と同じ予算で作られたように見える」と指摘した。
2024年12月19日には、白雪姫の過去を描く国際版トレーラーが公開された。

### 日本
ウェディングドレスメーカーのクラウディアグループは、直営フォトスタジオ「リトル・マーサ」において、ウォルト・ディズニー・ジャパンとのライセンス契約のもと、本作の公開を記念した期間限定フォトプランを展開する。本プランでは、白雪姫の劇中衣装にインスパイアされたスペシャルドレスを着用し、映画の世界観を再現したロケーションフォトやスタジオフォトを撮影できる。

## 公開
D23 Expo 2022のプレゼンテーションで、本作が2024年に公開予定であることが発表された。2022年9月15日には、正式な公開日が2024年3月22日に決定したと発表された。
しかし、2023年10月にディズニーは本作の公開を1年延期し、2025年3月21日に変更した。ディズニー側は2023年のSAG-AFTRAストライキの影響を理由に挙げている。
本作はIMAX 2D、IMAX 3D、4DX、D-BOXなどのフォーマットでも上映される予定である。

### 日本
2024年9月26日、日本での公開日が決定し、日本版特報映像とポスタービジュアルが初公開された。
2025年1月31日、プレミアム吹替版における白雪姫役の声優に吉柳咲良が決定した。吉柳にとって初めての吹替声優挑戦となり、「どうしても受かりたかったので、素直にとても嬉しかったです」とコメントした。また、吉柳が白雪姫役に決定するまでの過程を描いた発表映像が、ディズニー・スタジオの公式YouTubeチャンネルで公開された。
2025年2月6日、ミュージカルナンバー「Waiting on a Wish」を使用した本予告がYouTubeで公開された。予告には、白雪姫が外見の美しさと権力に執着する女王から命を狙われる場面や、7人のこびとが動物とともに暮らす不思議な森に迷い込む様子が収められている。また、真実のみを語る魔法の鏡や、毒リンゴを差し出す老婆など、象徴的なシーンも登場する。
2025年2月7日、ジョナサン役のプレミアム吹替版声優に、JO1の河野純喜が起用されることが決定した。河野は最終オーディションと聞かされていたが、サプライズで声優決定の報告を受けた。吹替版監督の神本忠弘は、「河野の持つ真っ直ぐさが、この物語におけるジョナサンと非常に通じる部分があった」とコメントした。
2025年2月10日、東京都内で劇中歌＆プレミアム吹替版キャストお披露目イベントが開催された。吉柳咲良は森のセットやオーケストラの演奏をバックに、劇中ナンバー「夢に見る～Waiting on a Wish～」や「口笛吹いて働こう」を披露した。
また、女王役に月城かなと、おこりんぼ役に津田篤宏（ダイアン）、魔法の鏡役に諏訪部順一が決定し、イベントに登壇した。月城は「夢だったので、声にならない叫びでした」とオーディション合格の喜びを語り、女王について「外見の美しさと、その美しさがもつ権力に執着している」と説明。演じる上では「氷のような、隙のない美貌から、一瞬見せる動揺や焦りを意識した」とコメントした。
津田は、おこりんぼの役作りについて「普段よりもいっぱい怒るようにしていた。ふとした、どんなことでも怒っていたので、家族に迷惑をかけてしまった」と振り返った。諏訪部は「魔法の鏡は常に真実を語る、重要なポジション。演じられて、うれしい」と話し、「オリジナルの英語セリフはとても低音なので、響きは寄せつつ、怖くなり過ぎないように意識した」と語った。
2025年2月14日、日本オリジナルポスターと劇中歌「Waiting on a Wish」のミュージックトレーラーが解禁された。
2025年2月19日、プレミアム吹替版で白雪姫役を務める吉柳咲良が歌う劇中歌「夢に見る ～Waiting on a Wish～」のミュージックトレーラーが公開された。
2025年2月21日、プレミアム吹替版における7人の小人のキャストが発表された。先生役に大塚明夫、ごきげん役に小島よしお、てれすけ役に平川大輔、くしゃみ役に日野聡、ねぼすけ役に浪川大輔がそれぞれ決定した。
さらに、白雪姫の父親であり、かつて優しさにあふれた王国を治めていた良き王役を井上和彦、白雪姫の“運命の人”ジョナサンの仲間クイッグ役を中井和哉が演じることも発表された。

## 評価

### 興行成績
アメリカ合衆国およびカナダにおいて、『白雪姫』はワーナー・ブラザース・ピクチャーズの『The Alto Knights』と同時に公開され、公開初週末の興行収入は4,300万ドルであった。当初は6,300万 - 7,000万ドルと予測されており、アナリストは、この予測を『マレフィセント』（2014年）の6,940万ドルのオープニング成績と比較し、本作が公開前の論争を乗り越え、競合作品が少ない公開週末において堅調な成績を収めると予測していたが、2月下旬にこの予測は4,800万 - 5,800万ドルに引き下げられた。「産経新聞」の平田雄介が2025年5月5日に寄せた記事によると、赤字額が1億1500万ドル（約165億円）になると報じていたところがあったという。
また、本作の興行収入の低迷により、実写版『塔の上のラプンツェル』の制作が一時中断された。
平田によると日本でも大型連休の終了を待たずに上映を打ち切った映画館もあったという。

### 批評家の反応
公開三週間後のimdbの評価はユーザーの90%が10点満点中1を付け、総合で1.6と著しく低い。Rotten Tomatoesでは、180人の批評家のレビューで支持率は43%で、平均評価は5.3/10となっている。
俳優の黒田勇樹は、Webサイト「TOKYO HEADLINE」に連載のコラムの中で、1本の映画としての完成度は高かったものの、名作リメイクの難しさを感じたと述べている。また、黒田は終盤の展開について『レ・ミゼラブル』を思わせるほどの政治的な要素の強さを指摘する一方で、武力によらない問題解決に導く流れを評価しつつも、皮肉にも「ディズニーの白雪姫」という看板によって邪魔されてしまったと指摘している。漫画家のサダタローは1937年版を現代の価値観にアップデートしようとしたものの全くうまくいっているように思えなかったと述べており、1937年版そのままの部分と改変した部分がかみ合わずちぐはぐになっていたと指摘している。
ライターの猿渡由紀は、実際見た時の感想として「そう悪くはなかった」としたものの、推定2億7000万ドル（およそ400億円）もの製作費をかけた作品がこのレベルなのは既に失敗であると述べており、1937年版の基本を守りつつ、2025年に人間の役者がその時の観客に合った作品を作ろうとしたのに無理があったと指摘している。猿渡は『バービー』のように違う視点で物語を展開させればうまくいったかもしれないとしつつも、ディズニーとしてはそこまでできる自由はなかったとみており、実写化すべきでなかったとしている。
また、WEBマガジン「POP MASTER」主宰の竹島ルイは、それなりに楽しめたものの、「愛する人を失う」テーマをよく扱うマーク・ウェブを監督に起用したことへの疑問を呈していた。竹島は白雪姫が毒リンゴを食べて倒れる場面のためにウェブが起用されたと思いつつ、小人の出番が1937年版から大幅に削減された結果、この場面が薄っぺらく見えてしまうと述べている。

### 受賞歴
| 賞             | 授賞日        | 部門                     | 対象       | 結果       | 出典    |
| -------------- | ------------- | ------------------------ | ---------- | ---------- | ------- |
| クィアティーズ | 2025年3月11日 | ネクスト・ビッグ・シング | 『白雪姫』 | ノミネート | [ 116 ] |

## 論争

### キャスティング
ラテン系女優のレイチェル・ゼグラーが白雪姫役に起用されたことは議論を呼んだ。原作では白雪姫は「雪のように白い肌」と描写されているため、一部の批判が寄せられた。
ゼグラーは『Variety Studio: Actors on Actors』にアンドリュー・ガーフィールドと共に出演した際、この批判について言及し、「白雪姫はスペイン語圏でも人気があり、ラテン系の俳優がこのような役に選ばれるのは珍しいこと。だからこそ、キャスティングを誇りに思っている」と述べた。
2023年8月、本作の白雪姫役の最終候補として、もう一人のラテン系女優であるレナータ・バカがゼグラーと並んでいたことが明らかになった。メキシコ出身のバカは、「キャスティング募集はすべての人種に対して開かれていた」と語り、オーディションの第一段階ではディズニープリンセスの楽曲を歌うことが求められたと説明した。
2024年10月、ゼグラーは本作における白雪姫の設定変更について明かし、映画では白雪姫の名前の由来が、彼女と両親が雪嵐を生き延びたことに由来するものになると語った。

### 7人のこびとの再解釈
2022年1月、俳優のピーター・ディンクレイジ（軟骨無形成症を持ち、こびとのキャラクターを演じた経験がある）が、マーク・マロンのポッドキャスト『WTF』に出演した際、『白雪姫』について、こびとが洞窟で暮らす、一般社会から隔絶された存在であること、個別の名を与えられず「おこりんぼ」「ねぼすけ」という呼ばれかたをすること、善良だが知性に欠ける子供のような存在として描かれることを指摘し「時代遅れの物語」と批判した。
この発言を受け、ディズニーは「オリジナルのアニメ映画におけるステレオタイプを助長しないために、7人のこびとを異なる形で描く方針をとっており、小人症コミュニティのメンバーと協議を重ねている」とコメントした。しかし、ディンクレイジの発言に対しては、小人症の俳優たちから「自分たちの代弁者のように振る舞い、役を奪った」として反発の声が上がった。
2023年7月、イギリス・バークシャーでの撮影風景が流出し、本作における7人のこびとの描写が明らかになった。それによると、こびとのキャラクターは1人の小人症の俳優と、異なる民族の6人の平均身長の俳優（男性6人、女性1人）によって演じられていた。オリジナルの物語では、7人のこびとはドイツ民話に登場する超自然的な存在として描かれていたが、本作では異なるアプローチが取られている。
当初、ディズニーは流出した画像が映画の実際のプロダクションを示したものではないと否定したが、後にそれが本物であることを認めた。ただし、その場面は代役を使った撮影であり、既にキャストが発表されているマーティン・クレバはその場にはいなかったと説明した。
この変更に対して、主流メディアやSNSでは「過剰なポリティカル・コレクトネス（政治的配慮）」だと批判が相次ぎ、小人症の俳優にとっての演技の機会を奪っているとの指摘もあった。
俳優で『ジャッカス』出演者のジェイソン・アキュナは、ディズニーが小人症の俳優をキャスティングしなかったことを批判し、「こびとの役を普通の身長の俳優で置き換えるのはおかしい。これは小人のための役なのに、なぜ『白雪姫と七人の普通の人々』にしてしまうのか？」と疑問を呈した。
また、レスラー兼俳優のディラン・ポストルもディンクレイジの見解に反対し、ピアーズ・モーガンのインタビューで「アニメ版におけるこびとの描写は問題ではない」と擁護し、アクーニャと同様の意見を述べた。
2023年10月、本作の公開延期が発表された際、ディズニーは白雪姫（ゼグラー）と7人のこびとが並ぶ初公開の画像を発表。そこでは、こびとは完全なCGIキャラクターとして、1937年のオリジナル版に近いデザインで描かれていた。

### ゼグラーによる1937年版への批判
レイチェル・ゼグラーは、1937年のオリジナル映画、王子の描写、白雪姫のキャラクターに否定的なコメントをしたことで批判を受けた。
2022年の『ヴァニティ・フェア』のインタビューでは、新作の白雪姫が「ポリティカル・コレクトネス（PC）を意識しすぎている」と言われることについて、「アニメ版は古く、キャラクターに『いつか王子様が』以外の役割を与える必要がある」と述べた。

また、D23 Expo 2022での『Extra』のインタビューでは、ストーリーの変更について次のように語った。
「オリジナルのアニメは1937年に公開されました。それはもう明らかですよね。物語の大部分は、彼女をストーカーする男とのラブストーリーに焦点が当てられています。奇妙ですよね？ すごく奇妙。だから今回はそういうことはしていません。多くの人が、この映画に男性俳優（アンドリュー・バーナップ）をキャスティングしたから、恋愛物語だと思うでしょう。でも実際には、恋愛の話ではまったくありません。それって素晴らしいことですよね。…もしかしたら、アンドリューのシーンは全部カットされるかもしれないし。ハリウッドですから！」 — レイチェル・ゼグラー
この発言を受けて、多くの人が「白雪姫をフェミニズム的にしすぎている」と批判し、他方では「フェミニズムを誤解している」として、「ガールボス（自己主張の強い女性リーダー）」の典型を押し付けていると指摘する声も上がった。また、「伝統的な女性像を求める女性を軽視している」との非難もあった。ブランド戦略家のアシュテン・スタインは、「ゼグラーの発言は、映画のマーケティングのためのメディアトレーニングを受けていないように見える」と分析した。
さらに、オリジナル映画の共同監督であるデヴィッド・ハンドの息子デヴィッド・ハンドは、本作のリメイクについて「侮辱的だ」と批判し、「父やウォルト・ディズニーが墓の中で嘆いているだろう」とコメントした。
この論争を受けて、保守系メディア『デイリー・ワイヤー』は、2023年10月16日（ディズニー創立100周年の日）に独自のストリーミングサービスBentkeyの立ち上げを発表。同時に、ディズニー版に対抗する形で、オリジナルの童話に基づいた実写映画『Snow White and the Evil Queen』を制作すると発表されたが中止された。

### ディズニー・イスラエル俳優への批判
パレスチナ人によるBDS（Boycott: ボイコット・Divestment: 資本引提・Sanctions: 制裁）運動からは「ガル・ガドットの『白雪姫』をボイコットし、ディズニーに圧力をかけよう」と呼びかけられている。BDSは単にイスラエルを支援する人物や企業だからではなく、占領や虐殺を肯定し、強化する経済活動などが対象となる。
2025年4月16日、イスラエル軍によるイスラム武装組織ヒズボラへの攻撃を受けているレバノンではイスラエル軍での服役経験があるガドットが出演していることを理由として、レバノン国内での本作品の劇場上映を禁止にした。

### 論争に対する分析
一連の論争について、「朝日新聞」は「文化戦争」と呼ばれるほど進んだアメリカの分断が浮き彫りになったと見ている。また、黒田は「『どう解釈してもいい物語』であるはずの白雪姫が現代的にリメイクされて、それを”各派閥のガチ勢”が、それぞれ『違う！』と、言っている印象。」と語っている。